# Daniele Baselli
Daniele Baselli (Brescia, 12 de março de 1992) é um futebolista profissional italiano que atua como meia.

## Carreira
Daniele Baselli começou a carreira no Atalanta.